# August Kunzek
August Edler Kunzek von Lichton (ur. 28 stycznia 1795 w Klimkovicach, zm. 31 marca 1865 w Wiedniu) – fizyk, profesor i rektor uniwersytetu lwowskiego, profesor Uniwersytetu Wiedeńskiego.

## Życiorys
W latach 1815–1817 studiował filozofię na uniw. w Ołomuńcu, oraz prawo, matematykę i fizykę na Uniwersytecie Wiedeńskim, gdzie uzyskał doktorat z filozofii (1824). Następnie był w latach 1824–1848 profesorem uniwersytetu lwowskiego. Prowadził wykłady z fizyki i matematyki stosowanej, a potem także matematyki elementarnej, a od 1827 astronomii. Był dziekanem Wydziału Filozoficznego (1828, 1841) i rektorem Uniwersytetu (1832–1833). W 1838 odbył podróż naukową do Niemiec, Francji i Anglii. Był pierwszym we Lwowie uczonym interesującym się meteorologią. Działał także na rzecz popularyzacji nauki – prowadząc wykłady dot. przyrody dla rzemieślników i inteligencji. Wraz z profesorami Ignacym Lemochem i Antonim Gloisnerem współorganizował w 1844 Szkołę Politechniczną we Lwowie i opracował dla niej program nauczania.
Członek założyciel (3 lipca 1845) i działacz Galicyjskiego Towarzystwa Gospodarskiego, członek Komitetu GTG (31 stycznia 1846 – 31 stycznia 1848). W jego ramach wygłosił liczne odczyty oraz opublikował w „Rozprawach GTG” w latach 1845–1849 kilka fachowych artykułów na temat uprawy i ochrony zboża, niektórych warzyw i lnu oraz hodowli bydła.
Od lutego 1848 w wyniku własnych starań został profesorem fizyki na uniwersytecie w Wiedniu. Od 1848 był członkiem Akademii Nauk w Wiedniu. Pochowany w Wiedniu

### Prace Augusta Kunzka
- Die Lehre vom Lichte, Lemberg 1836,
- Leichtfassliche Vorlesungen über Astronomie, Wien 1842
- Leichtfassliche Darstellung der Meteorologie, Wien 1847
- Wiadomości z fizyki, chemii i mechaniki dla użytku gospodarzy wiejskich, Lwów 1849
- Fizyka doświadczalna dla niższych szkół gimnazjalnych i realnych (w tłumaczeniu T. Staneckiego), Lwów 1866
- Obersicht der Jahres und Monatsmittel aus den wahrend eines Zeitraumes von 20 jahren 1824-1843 in Lemberg, fortgefiihrten meteorologischen Beobachtungen w: „Sitzungsberichte der K. K. Akademie der Wissenschaften in Wien” 1851 t. 7), a także inne prace, jak
- Lehrbuch der Experimental-Physik zum Gebrauche in Gymnasien... Wien 1850,
- Lehrbuch der Physik mit mathematischer Begriindung Wien 1858,
- Studien aus der höheren Physik, Wien 1856,

## Wyróżnienia i odznaczenia
Odznaczony badeńskim Krzyżem Kawalerskim Orderu Lwa Zeryngeńskiego. Cesarz Franciszek Józef I nadał mu 10 grudnia 1862 tytuł szlachecki z przydomkiem von Lichton.